# Cainochoerinae
A Cainochoerinae az emlősök (Mammalia) osztályának párosujjú patások (Artiodactyla) rendjébe, ezen belül a disznófélék (Suidae) családjába tartozó egyik fosszilis alcsalád.

## Rendszerezés
Az alcsaládba az alábbi 2 emlősnem tartozik:
- †Albanohyus  Ginsburg, 1974 - R. L. Carroll 1988 szerint pekariféle; miocén, Európa
- †Cainochoerus Pickford, 1988 - típusnem; miocén - pliocén, Afrika